# Késő kréta
A késő kréta vagy kőzetrétegtani nevén felső kréta a kréta földtörténeti időszak két kora közül a későbbi. A késő kréta 100,5 millió évvel ezelőtt (mya) kezdődött és 66,0 mya ért véget, a kréta–tercier kihalási eseménnyel, amely egyben a kainozoikum idő paleogén időszakának kezdetét jelentette. Nevét a kréta kőzetből kapta, amely az e korból származó doveri fehér sziklák anyaga is.

## Tagolása
A késő kréta a következő korszakokra tagolható tovább:
| Késő kréta          |                            |
| Maastrichti korszak | 72,1 ± 0,2 – 66,0 Ma       |
| Campaniai korszak   | 83,6 ± 0,2 – 72,1 ± 0,2 Ma |
| Santoni korszak     | 86,3 ± 0,5 – 83,6 ± 0,2 Ma |
| Coniaci korszak     | 89,8 ± 0,3 – 86,3 ± 0,5 Ma |
| Turoni korszak      | 93,9 – 89,8 ± 0,3 Ma       |
| Cenomani korszak    | 100,5 – 93,9 Ma            |

## Klíma
A késő krétában melegebb volt az éghajlat, mint ma, viszont egy fokozatos lehűlés jellemezte. A trópusok egyre inkább csak az egyenlítői vidékekre koncentrálódtak, ettől eltávolodva megjelentek az évszakos jellegzetességek.

## Ősföldrajz
A lemeztektonikának köszönhetően Észak- és Dél-Amerika nyugat felé tartott, és elkezdett szélesedni az Atlanti-óceán. A Nyugati Belső Víziút létrejötte miatt Észak-Amerika két félre tagolódott: a keleti Appalachiára és a nyugati Laramidiára. India továbbra is észak felé tartott, Ázsia irányába. A déli félgömbön az Antarktisz és Ausztrália még egységet képeztek, és elkezdtek eltávolodni Dél-Amerikától és Afrikától. Európa ekkoriban gyakorlatilag egy szigetcsoport volt, amely szigetek némelyikén endemikus fajok, törpe dinoszauruszok éltek.

## Flóra és fauna
A kréta vége felé a virágos növények teret hódítottak. A mérsékelt égövben ma is ismert növények: magnóliák, babérfák, rózsafélék, mamutfenyők, és fűzfélék éltek.
A dinoszauruszok közt a Hadrosaurusok, Ankylosaurusok és Ceratopsiák voltak különösen sikeresek Észak-Amerikában és Ázsiában. Előbbin a Tyrannosaurus volt a csúcsragadozó, melynek különböző fajai éltek Ázsiában is, de kisebbek és primitívebbek voltak. Pachycephalosaurusok és Dromaeosaurusok éltek szerte az északi félgömbön. Gondwanán másabb fajok éltek, az Abelisauroidea és a Carcharodontosauridae fajai voltak a csúcsragadozók, a Titanosauria pedig a legnagyobb méretű növényevőket adta. Ugyancsak ekkoriban éltek a Spinosaurusok is.
A madarak közt mind az ősi, mind a modern formák elterjedtek (utóbbiak a kréta kor végén kihaltak). Az első igazi madarak, mint a Vegavis, együtt éltek olyan bizarr fajokkal, mint a vaskos lábú, dinoszaurusz-szerű Yungavolucris, vagy az Avisaurus. Alapvetően kis méretük ellenére egyes fajok, mint a Hesperornis, elég nagyra megnőttek, és röpképtelen, vízi életmódra specializálódott madarakká váltak.
A pterosaurusok, bár történetileg úgy tartották, hogy kezdtek alulmaradni a madarakkal folytatott versengésben, valójában együtt tudtak létezni, ráadásul vannak rá bizonyítékaink, hogy egyes izolált közösségekben még kisebb méretű fajaik is létrejöttek.
Egyes ősi emlőscsaládok, mint az Eutriconodonta, kihaltak. Az északi félgömbön a Cimolodonták, a Multituberculata, a Metatheria és az Eutheria voltak a dominánsak, az utolsó kettő különösen Észak-Amerikában. A déli félgömbön ezzel szemben a Dryolestida és a Gondwanatheria emlősök voltak elterjedtek, és már megjelentek a kloákások, a Haramiyidák utolsó képviselői viszont kihaltak. Az emlősök, ugyan kis méretűek voltak, de számos ökológiai fülkét betöltöttek. Volt köztük ragadozó (Deltatheroida), csigaevő (Stagodontidae), növényevő (Schowalteria, Zhelestidae, Mesungulatidae), és rovarevő is (Zalambdalestidae, Brandoniidae). A valódi méhlepényesek csak a kor vége felé terjedtek el, ahogy az erszényesek is.
A tengereket a hirtelen megjelenő mosasaurusok uralták, amelyek változatos fajokkal voltak jelen. Ekkor jelentek meg a modern cápák, az óriási pingvinre emlékeztető Polycotylidae és Plesiosaurus, valamint a hosszú nyakú Elasmosaurus. Ezek a ragadozók halakkal táplálkoztak, amelyek szintén továbbfejlődtek. Az ichthyosaurusok és a Pliosaurusok viszont kihaltak kb. 90 millió évvel ezelőtt, egy, az óceánokat érintő anoxikus eseményben.

## Kréta-tercier kihalási esemény
A kréta kor végét egy tömeges kihalás jelzi, kb. 66 millió évvel ezelőtt, melynek során geológiailag rövid idő alatt a fajok igen jelentős része eltűnt. Nevében a "tercier" a harmadidőszakot jelzi, ugyanis a földtörténeti középkor ezzel zárult, és elkezdődött a földtörténeti újidő. Ma már meghaladott ez az elnevezés, és inkább kréta-paleogén kihalási eseményként hivatkoznak rá.
Dinoszaurusz-maradványokat az esemény bekövetkeztét jelölő markereken túl nem lehet találni, azaz vagy az esemény során, vagy azt közvetlenül követően haltak ki. Nagyon kevés leletet találtak paleocén kori kőzetekben is, azonban azok feltehetően átmosódtak korábbi kőzetekből. A dinoszauruszok teljesen, a növények és a gerinctelenek igen nagy részben kihaltak. Az emlősök és a madarak ezzel szemben egészen jól átvészelték az eseményt, és rögtön utána hatalmas fejlődésnek indultak.
A tudósok szerint nem feltétlenül egy, hanem akár több esemény együttállása is okozhatta ezt a kihalást. A kiváltó okok közt volt egy hatalmas aszteroida, és a Dekkán-fennsíkon ekkoriban zajló, rendkívül intenzív vulkáni tevékenység. A jelenségek árnyékba borították a Földet, ami miatt megszűnt a normál fotoszintézis, katasztrofális következményekkel járva az állatvilágra. Más tudósok szerint a tengerszint illetve a klíma változása is mind kiváltó okok lehettek.